# El Oro (municipi de Mèxic)
El Oro és un municipi de l'estat de Mèxic. El Oro és el cap de municipi i principal centre de població d'aquesta municipalitat. Aquest municipi és a la part nord-occidental de l'estat de Mèxic. Limita al nord amb els municipis de Temascalcingo, al sud amb San José del Rincón, a l'oest amb Michoacán i a l'est amb Acambay.